# Биологическа конференция на БАН (1949)
От 4 до 8 април 1949 г. в София се провежда Биологическа конференция, организирана от Българската академия на науките. Темата е: „Положението на биологическата наука у нас в светлината на Мичуринското учение“.
Цел на Биологическата конференция е да извърши преустройство на биологията и свързаните с нея дисциплини: науката генетика трябва да бъде заменена с „учението“ на Лисенко и Иван Мичурин. Класическата генетика и хромозомната теория са обявени за идеалистически и буржоазни. Законите и фундаменталните достижения на Август Вайсман, Грегор Мендел и Томас Хънт Морган са отхвърлени като реакционни, формални и чужди на практиката. На конференцията българските учени-генетици са заклеймени, принудени са да признаят своите „грешки“ и публично да се самокритикуват. Поставя се изискването учебниците по биология и сродните приложни науки да се пренапишат, а изследователските програми – да се преработят.

## Събития в СССР
През август 1948 г. с одобрението на Сталин в Москва се провежда сесия на ВАСХНИЛ (рус. Всесоюзная Академия Сельскохозяйственных Наук имени Ленина), организирана от Трофим Лисенко и неговите привърженици. Класическата генетика и хромозомната теория са дискредитирани като реакционни и идеалистически. Те трябват да бъдат заменени с „единствено правилното“ материалистическо и прогресивно учение на Лисенко.
„Учението“ на Лисенко, сходно с възгледите на Жан-Батист Ламарк (1744 – 1829), може и да отговаря на духа на комунистическата идеология, но е напълно погрешно. Според Лисенко признаците на организмите, придобити по време на индивидуалния им живот, се предават на следващото поколение. Според лисенковците подходящото „възпитание“ на организмите може да „насочи“ наследствените промени в желаната посока. Материал и структури на наследствеността няма. Наследствеността е качество на целия организъм.
По време на августовската сесия на ВАСХНИЛ опитите с мушички и грах („граховите закони“) са обект на насмешка. В своята практика биолозите не трябва да изследват наследствеността, а влиянието на възпитанието и на околната среда.
„Учението“ на Лисенко се обявява за продължение на „мичуринското“ учение. Но привържениците на Лисенко използват името на И.В. Мичурин (1855 – 1935) по-скоро за благозвучие. Скромният овощар и селекционер няма много общо с техните претенции.
В резултат на Августовската сесия на ВАСХНИЛ от 1948 г. съветската генетика е разгромена. Много учени губят своята работа и са подложени на гонения. Прилагането на лисенковските нововъведения води до значителни стопански загуби.

## Последващи събития в България
От 23 до 25 ноември 1948 г., четири месеца след августовската сесия на ВАСХНИЛ, в. „Работническо дело“ публикува три поредни статии на акад. Игнат Емануилов, в които се нападат възгледите на българските биолози акад. Методи Попов, Стефан Консулов, Михаил Христов. Най-остра е критиката към акад. Дончо Костов, световно признат генетик, обвинен във „вайсманизъм“, който в трудовете си даже пропуснал да спомене за Лисенко. 
Малко след това, през декември 1948 г., се провежда Петият конгрес на БКП. На него категорично се обявява, че пътят към социализма минава през диктатура на пролетариата, упражнявана по съветски модел. На конгреса важно място заема въпросът за марксистко-ленинската просвета и борбата на идеологическия фронт, предмет на доклада на Вълко Червенков, който е начело на тогавашния Комитет за наука, изкуство и култура (КНИК). Червенков дава указания, отнасящи се до всички области на духовния живот – от философията до художествената самодейност. В частта за биология той заявява: „Нашата биологична наука и свързаните с нея институти са длъжни в кратък срок да се очистят от морганистките и други реакционни течения и да застанат безрезервно на мичуринско-лисенковски позиции“. Това е партийна директива. И още: „Ние няма да разрешим задачата, ако не преобразим изцяло старата система на средното и висше образование у нас, педагогическите институти, Академията на науките и научноизследователските институти“.  В своето изказване на същия конгрес Титко Черноколев, зам. министър на земеделието, е по-конкретен. Той вече споменава имена и отправя остра критика към акад. Дончо Костов за това, че не следва съветския опит, приема, че хромозомите съществуват и отрича, че придобитите качества се наследяват. 

## Конференцията
Положението на биологическите науки у нас се разглежда на конференция, проведена от 4 до 8 април 1949 г. в София. Целта е тези науки да се преустроят и да преминат на позициите на „мичуринската биология“ и „творческия дарвинизъм“. Участие вземат над петстотин научни работници и практици. След встъпителното слово на акад. Тодор Павлов, председател на БАН, основен доклад изнася проф. Христо Даскалов. В създадената атмосфера конференцията няма нищо общо с научна дискусия. Лисенко, мичуринското учение и съветският опит се възхваляват по всички възможни начини, а Вайсман, Мендел и Морган, създатели на науката генетика, се очернят.
Обществената атмосфера в България по онова време не предполага изказване на глас на мнения, различни от официалните. Никола Петков, ръководител на парламентарната опозиция, е екзекутиран; Екзарх Стефан е интерниран; срещу протестантските пастори има съд; Коминформбюро заклеймява всяко разбиране за социализма, различно съветското. Няколко дни преди Конференцията Трайчо Костов, човек от най-високите етажи на партийната йерархия, е обвинен в идеологически грешки. С една дума – никой не е защитен.
В основния доклад на Конференцията и в изказванията се осъждат наши уважавани учени: акад. Дончо Костов, акад. Методи Попов, проф. Генчо Генчев, проф. Михаил Христов, проф. Георги Хлебаров. Те трябва публично да се отрекат от своите научни възгледи и да подкрепят съмнителни и антинаучни теории. Други от участниците бързат да се самообвиняват, заявяват, че приемат новата „вяра“ и обещават да се преустроят и да работят над своето собствено философско-мирогледно усъвършенстване.
Изследователи на периода отбелязват, че преди Биологическата конференция българските учени като цяло са се придържали към класическата генетика, независимо от своите политически влечения.  В доклада си Христо Даскалов казва: „всички биолози и агробиолози у нас са стояли по същество на позициите на вайсманизма-морганизма. Това е самата истина.“ 
По време на конференцията акад. Дончо Костов е болен и не може да присъства. Подканен настойчиво да изрази мнение, той изпраща сдържано писмо. Според запознати с делото на Д. Костов това не задоволява организаторите. Прочита се и се публикува променен вариант. 

## Резолюция: констатации и препоръки
Конференцията завършва с резолюция, която дава дефинирани констатации и препоръки.  Конференцията прокламира, че в биологията са се очертали две напълно противоположни направления. Едното е мичуринското – прогресивно и единственото научно. Другото е реакционното и ненаучно направление на Вайсман-Мендел-Морган. Според мичуринците „новите свойства на растенията и животните, придобити от тях под въздействието на жизнените условия, могат да се предават по наследство“. Практическата работа трябва да се състои в планомерно изменение на природата на организмите чрез възпитание. За разлика от това реакционните вайсманисти-морганисти поддържат, че съществува безсмъртно „наследствено вещество“, самостоятелно и независимо от външната среда. Тази насока според резолюцията е безплодна и откъсната от живота.
Препоръките на конференцията също са ясни. Необходимо е пълно прочистване на българската наука от реакционните идеи и методи на работа на вайсманистите и морганистите. Задължително е да се овладеят принципите и методите на мичуринското учение. Трябва да се вземат бързи мерки за създаване на нови кадри, възпитани в духа на мичуринската биология, които да се изпратят на продължително обучение в Съветския съюз. Изисква се да се направи основен преглед на всички учебни програми и учебници в различните области на биологическата наука и да се изработят нови. Има нужда да се организира най-широко разяснение на мичуринското учение сред нашия народ.
Следвайки препоръките на Биологическата конференция старите учебници са унищожени, а българските генетици прекратяват изследванията си. Написани са нови учебници за училищата, техникумите и университетите. Подготовката на биолози, микробиолози, медици, агрономи, животновъди е осакатена. Последиците от вмешателството в науката постепенно стават очевидни. 

## Преодоляване на последствията
Резолюцията на Биологическата конференция обявява класическата генетика и хромозомната теория за идеалистически, ненаучни, откъснати от практиката и безплодни. Това не пречи на науката да следва своя ход. Откритията на Осуалд Ейвъри (1944) и Алфред Хърши (1952) показват генетичната функция на ДНК – веществото на наследствеността. Скоро след това, през 1953 г., Джеймс Уотсън и Франсис Крик предлагат двойната спирала като модел на структурата на молекулата на ДНК. И докато мичуринската биология властва в СССР, България и останалите социалистически страни, Норман Борлауг с методите на класическата генетика създава устойчиви на болести и високопродуктивни сортове пшеница и поставя основите на Зелената революция.
Учението на Мичурин-Лисенко е ненаучно, наложено е с административни и политически методи. И.В. Сталин и Никита Хрушчов поддържат Лисенко, вярват, че неговата „мичуринска биология“ ще доведе до незабавни и внушителни резултати. Нищо такова не става. Още преди отстраняването на Н.С. Хрушчов от власт (ноември 1964) в Съветския съюз започват критики срещу Лисенко.
В световен мащаб постиженията на молекулярната генетика и молекулярната биология се умножават. Изявени съветски биолози изтъкват крещящото несъответствие между получените експериментални резултати и примитивните представи и интерпретации на „мичуринците“ 
В атмосферата на значителни успехи на науката в края на октомври и началото на ноември 1958 партийният комитет във Висшия медицински институт в София организира дискусионна сесия по проблемите на наследствеността. Изнесени са два основни доклада. Единият доклад е от ръководителя на катедрата по марксистко-ленинска философия проф. Иван Панчев. Той е в защита на учението на Лисенко. Докладът за генните основи на наследствеността е от проф. Радой Попиванов. 
Докладът на проф. Попиванов е посрещнат с открито смущение и неодобрение от голяма част от присъстващите като отстъпление от единствено правилните диалектико-материалистични позиции в биологията. Различна е реакцията на  младите научни работници и на студентите. В подкрепа се изказват Тодор К. Николов, Георги Саев, Асен А. Хаджиолов – биохимици и Досьо Бакалов - химик. 
През януари 1965 г., по инициатива на Комунистическата партия, редакцията на в. Земеделско знаме организира среща на агробиолози с проф. Генчо Генчев, на която се обсъжда пагубният ефект от прилагането на лисенковските инициативи в нашето селско стопанство. 
През април 1965 г. Академията на селскостопанските науки (бившият Агрономически факултет на Софийския университет) организира серия от лекции на тема „По някои философски въпроси на учението за материалната основа на наследствеността“. Поддръжниците на Лисенко (акад. Райна Георгиева) и неговите противници (проф. Генчо Генчев) открито излагат своите възгледи. За съвремена генетика се изказват проф. Кирил Павлов (агроном) и Гроздан Векилов (философ). Акад. Христо Даскалов изоставя мичуринско-лисенковската биология и се обръща към съвременната генетика. 
Проведените лекции поставят начало на дългото откъсване на българската наука от лисенковизма. През 1966 г. у нас се появява първата цялостна критика на мичуринската биология.  Излиза и книгата на Радой Попиванов  с ясно изложение на принципите на класическата и молекулярната генетика, полезно помагало за усвояване на съвременните генетични знания. По-късно в България се появява първият съвременен учебник по генетика на проф. Карстен Бреш  Авторизираният превод на второто издание от 1965 г. е направен от проф. Калчо Марков и проф. Светослав Бърдаров.
Въвеждането на модерно обучение и възстановяването на генетичните изследвания отнема обаче още доста време. Разсъжденията на акад. Тодор Павлов и на нашите марксистко-ленински философи за природата на наследствеността само пречат.  Съществуват и чисто административни пречки. 